# Anfernee Simons
Anfernee Tyrik Simons (Altamonte Springs, 8 giugno 1999) è un cestista statunitense, attualmente in forza ai Boston Celtics.

## Biografia
Deve il suo nome al fatto che i genitori l'hanno chiamato così in onore di Anfernee Hardaway, con cui ha potuto allenarsi insieme in un training camp nel 2018.

## Carriera
Nel marzo 2018 annuncia la sua candidatura al Draft NBA pur senza aver frequentato il college. Nello stesso Draft viene selezionato alla 24ª scelta dai Portland Trail Blazers.

## Statistiche

### NBA

#### Regular Season
| Anno      | Squadra             | PG  | PT  | MP   | TC%  | 3P%  | TL%  | RP  | AP  | PRP | SP  | PP   |
| --------- | ------------------- | --- | --- | ---- | ---- | ---- | ---- | --- | --- | --- | --- | ---- |
| 2018-2019 | Portland T. Blazers | 20  | 1   | 7,1  | 44,4 | 34,5 | 56,3 | 0,7 | 0,7 | 0,1 | 0,0 | 3,8  |
| 2019-2020 | Portland T. Blazers | 70  | 4   | 20,7 | 39,9 | 33,2 | 82,6 | 2,2 | 1,4 | 0,4 | 0,1 | 8,3  |
| 2020-2021 | Portland T. Blazers | 64  | 0   | 17,3 | 41,9 | 42,6 | 80,7 | 2,2 | 1,4 | 0,3 | 0,1 | 7,8  |
| 2021-2022 | Portland T. Blazers | 57  | 30  | 29,5 | 44,3 | 40,5 | 88,8 | 2,6 | 3,9 | 0,5 | 0,1 | 17,3 |
| 2022-2023 | Portland T. Blazers | 62  | 62  | 35,0 | 44,7 | 37,7 | 89,4 | 2,6 | 4,1 | 0,7 | 0,2 | 21,1 |
| 2023-2024 | Portland T. Blazers | 46  | 46  | 34,4 | 43,0 | 38,5 | 91,6 | 3,6 | 5,5 | 0,5 | 0,1 | 22,6 |
| 2024-2025 | Portland T. Blazers | 70  | 70  | 32,7 | 42,6 | 36,3 | 90,2 | 2,7 | 4,8 | 0,9 | 0,1 | 19,3 |
| Carriera  | Carriera            | 389 | 213 | 26,8 | 43,1 | 38,1 | 88,0 | 2,5 | 3,3 | 0,5 | 0,1 | 15,0 |

#### Play-off
| Anno     | Squadra             | PG | PT | MP   | TC%  | 3P%  | TL%  | RP  | AP  | PRP | SP  | PP  |
| -------- | ------------------- | -- | -- | ---- | ---- | ---- | ---- | --- | --- | --- | --- | --- |
| 2019     | Portland T. Blazers | 5  | 0  | 2,4  | 0,0  | 0,0  | 80,0 | 0,0 | 0,0 | 0,2 | 0,0 | 0,8 |
| 2020     | Portland T. Blazers | 4  | 0  | 20,5 | 30,5 | 42,9 | 83,3 | 2,8 | 2,5 | 1,5 | 0,0 | 6,8 |
| 2021     | Portland T. Blazers | 6  | 0  | 17,8 | 56,0 | 61,1 | -    | 2,7 | 0,8 | 0,3 | 0,2 | 6,5 |
| Carriera | Carriera            | 15 | 0  | 13.4 | 37,9 | 50,0 | 81,8 | 1,8 | 1,0 | 0,6 | 0,1 | 4,7 |

#### Massimi in carriera
- Massimo di punti: 45 vs Utah Jazz (3 dicembre 2022)[7]
- Massimo di rimbalzi: 10 vs Utah Jazz (26 dicembre 2019)
- Massimo di assist: 11 (2 volte)
- Massimo di palle rubate: 4 (2 volte)
- Massimo di stoppate: 2 (5 volte)
- Massimo di minuti giocati: 48 vs Sacramento Kings (10 aprile 2019)

### G League
| Anno      | Squadra       | PG | PT | MP   | TC%  | 3P%  | TL%  | RP  | AP  | PRP | SP  | PP   |
| --------- | ------------- | -- | -- | ---- | ---- | ---- | ---- | --- | --- | --- | --- | ---- |
| 2018-2019 | A.C. Clippers | 4  | 0  | 22,7 | 43,3 | 47,6 | 87,5 | 2,8 | 1,0 | 0,3 | 0,5 | 17,3 |
| Carriera  | Carriera      | 4  | 0  | 22,7 | 43,3 | 47,6 | 87,5 | 2,8 | 1,0 | 0,3 | 0,5 | 17,3 |

## Palmarès
- NBA Summer League First Team (2019)
- NBA Slam Dunk Contest (2021)